# Křtiny
Křtiny (deutsch Kiritein, früher Kiriteyn) ist eine Minderstadt in Tschechien. Sie liegt 15 Kilometer nordöstlich des Stadtzentrums von Brünn und gehört zum Okres Blansko.

## Geographie
Křtiny befindet sich in den Wäldern des Drahaner Berglandes am Rande des Landschaftsschutzgebietes ChKO Moravský kras. Das Städtchen liegt an der Einmündung des Baches Zemanův žleb in den Křtinský potok. Nordöstlich erhebt sich der Proklest (574 m), im Süden die Horka (473 m) und Vysoká (492 m).
Nachbarorte sind Rudice, Stará Huť, Chaloupky und Jedovnice im Norden, Senetářov, Podomí und Ruprechtov im Nordosten, Bukovina im Osten, Lhotky und Proseč im Südosten, Březina, Ochoz u Brna, Obce und Kanice im Süden, Babice nad Svitavou im Südwesten, Ptačinek und Adamov im Westen sowie Habrůvka im Nordwesten.

## Geschichte

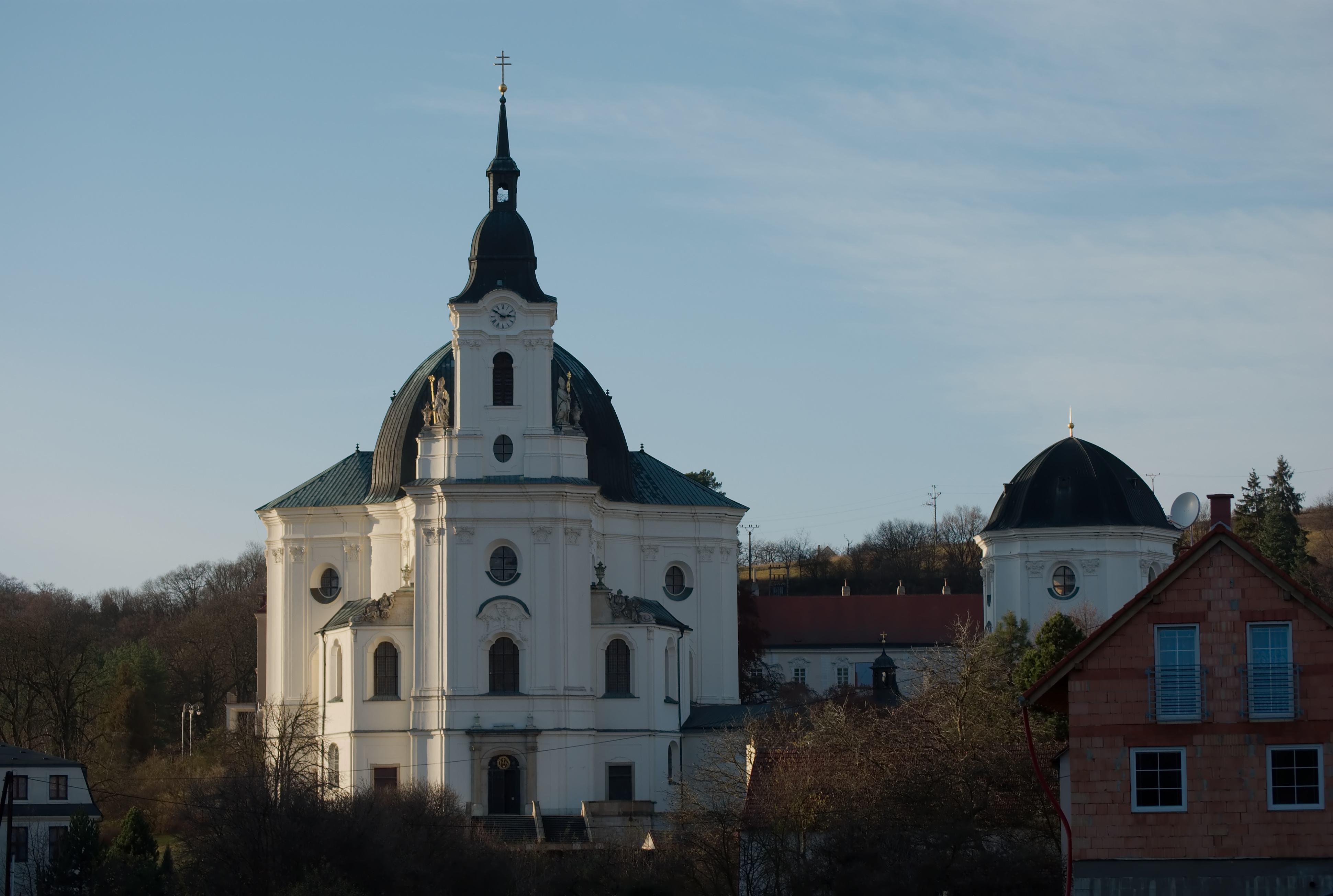
Ansicht der Wallfahrtskirche von Südosten

Die erste schriftliche Erwähnung der dem Prämonstratenserkloster Obrowitz gehörigen Dorfes Kirtina erfolgte am 27. September 1237 in einem von Papst Gregor IX. gezeichneten Traktat über die Unantastbarkeit kirchlichen Besitzes durch weltliche Herren, nachdem beim Bruderkrieg zwischen Wenzel I. und Přemysl von Mähren eine Vielzahl von Dörfern zerstört worden war. Der Name des Ortes entstand aus der lateinischen Bezeichnung Vallis baptismi, alias Kyriteinensis. Seit dem Mittelalter bestanden in dem Tal zwei Kirchen. Heinrich von Leipa überließ der Kirche der Jungfrau Maria im Jahre 1321 eine Mühle und Wälder. Während der Hussitenkriege wurde der Ort verwüstet. Seit 1607 erfolgten Wallfahrten in Kiriteyn, diese erfuhren ab 1623 eine Unterstützung durch den Brünner Jesuitenorden. Während des Dreißigjährigen Krieges wurde Kiriteyn von den Truppen Gábor Bethlens, den aufständischen Walachen und 1645 von den Schweden geplündert. Anstelle der alten Kirche begann 1718 der Bau der Barocken Kathedrale nach Plänen von Johann Blasius Santini-Aichl. Nach der Aufhebung des Klosters im Zuge der josephinischen Reformen wurde Kiriteyn 1784 Teil der weltlichen Herrschaft Obrowitz. 1809 wurde Kiriteyn ein Vierteljahr von der napoleonischen Infanterie besetzt. 1830 verkaufte die k.k. Staatsgüter-Veräußerungs-Kommission die Herrschaft Obrowitz mit allem Zubehör meistbietend für 222000 Gulden an Franz Xaver von Dietrichstein-Proskau. Im Jahre 1831 brach erstmals die Cholera aus.
Nach der Aufhebung der Patrimonialherrschaften bildete Křtiny/Kiritein ab 1850 eine politische Gemeinde in der Bezirkshauptmannschaft Brünn. 1855 und 1866 folgten weitere Choleraepidemien. Im Jahre 1864 erbte Alexander von Mensdorff-Pouilly die Güter und verkaufte sie im selben Jahre an Vinzenz von Bubna-Littitz. Dieser baute das Schloss zu seiner Residenz um und ließ in der Annenkapelle eine Familiengrablege errichten. 1880 hatte Kiritein 571 Einwohner, diese gehörten mit Ausnahme von 29 Deutschen der tschechischen Volksgruppe an. Die Herren von Bubna verlegten  zum Ende des 19. Jahrhunderts ihren Sitz nach Dřínov und verkauften Křtiny 1894 an Johann II. von Liechtenstein, der Křtiny zwei Jahre später an den Liechtensteinische Familienfideikommiss anschloss. Nach der Gründung der Tschechoslowakei wurde 1920 Großgrundbesitz verstaatlicht. Ein Teil der Güter verblieb bis 1945 im Besitz der Freiherrn von Offermann. 1921 wurde Křtiny dem Okres Brno-venkov zugeordnet. 1930 lebten in dem Ort 508 Menschen, darunter waren 14 Deutsche. Ab 1936 wurde die Höhle Výpustek von der tschechoslowakischen Armee genutzt. Nach der deutschen Besetzung wurden die Höhlen am Křtinský potok ab 1944 als U-Verlagerungs-Objekte der Flugmotorenwerke Ostmark genutzt. Von September 1943 bis Februar 1945 diente Schloss Křtiny als KLV-Lager für die Frau-Ute-Schule, eines Lyzeums aus Berlin-Reinickendorf (jetzt Europäisches Gymnasium Bertha von Suttner). Während der Bratislava-Brünner Operation lag Křtiny bis zum 9. Mai 1945 zwei Wochen im Frontgebiet zwischen der Wehrmacht und Roten Armee. Bei den Kämpfen starben 14 Einwohner, und auch die Kirche erlitt größere Schäden. Seit 1948 gehört Křtiny zum Okres Blansko. Im Jahre 1950 hatte die Gemeinde 649 Einwohner. Auf dem Bukovský kopec errichtete 1965 das forstwirtschaftliche Forschungsinstitut der Brünner Universität neue  Gebäude. 1991 hatte das Dorf 754 Einwohner. Seit dem 1. Dezember 2006 hat Křtiny wieder den Status eines Městys. Nördlich des Ortes wird ein Kalkbruch betrieben.

## Gemeindegliederung
Für den Městys Křtiny sind keine Ortsteile ausgewiesen.

## Sehenswürdigkeiten

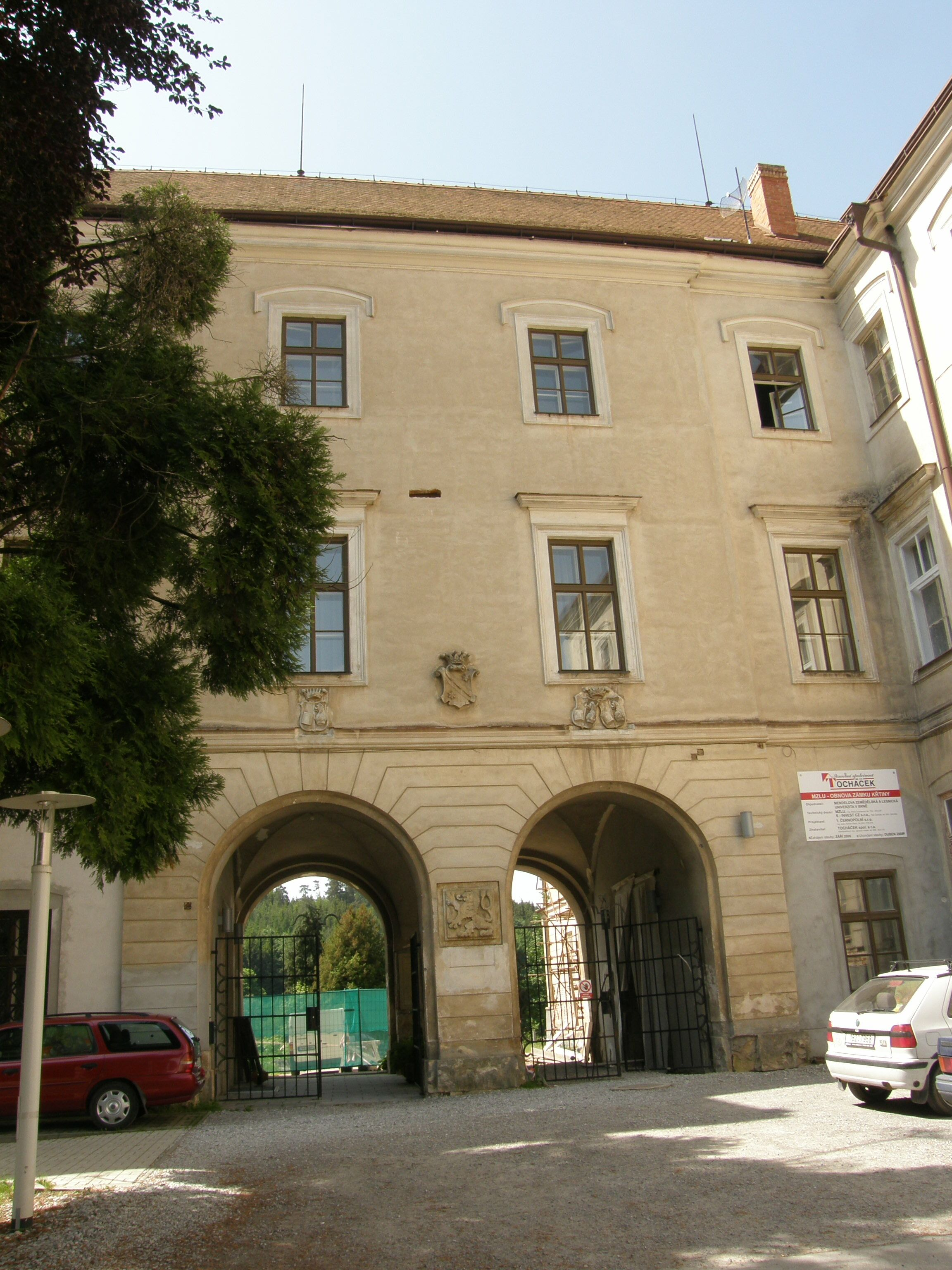
Eingang zum Schloss

- barocke Wallfahrtskirche der Jungfrau Maria, erbaut zwischen 1718 und 1750 nach Plänen von Johann Blasius Santini-Aichl anstelle zweier mittelalterlicher Kirchen. Nach dem Brand von 1844 wurde sie mit Unterstützung der Herren von Dietrichstein-Proskau wiederhergestellt. Die auch als Perle Mährens bezeichnete Kirche wurde 2008 zum Nationalen Kulturdenkmal erklärt. 1991 wurde ein Beinhaus aufgefunden, es ist seit 2005 öffentlich zugänglich. Im Kreuzgang wurde 2004 ein aus 39 Glocken bestehendes Glockenspiel geweiht.
- Schloss Křtiny, erbaut 1658 als Residenz des Prämonstratenserklosters Obrowitz. Seit 1920 ist es Sitz des Forstbetriebes der Mendel-Universität Brünn
- Pfarrhaus, errichtet 1611
- Marienstatue, das zwei Meter hohe Kunstwerk entstand im 13. oder 14. Jahrhundert
- Arboretum Křtiny, gegründet von August Bayer, nördlich des Städtchens
- Kapelle der hl. Anna, erbaut zwischen 1718 und 1729 von František Benedikt Klíčník
- Karsthöhlen Výpustek, Vokounka, Jurajova, Drátenická, Žitný, Mariánská, Silvestrovka und Jestřábka sowie Ponor Otevřená skála, westlich von Křtiny im Tal des Křtinský potok
- Naturreservat Bayerova, nördlich des Ortes
- Naturdenkmal Březinka, am Berg Vysoká südwestlich von Křtiny